# گیکیو ایتو
گیکیو ایتو (伊藤義教، Gikyō Itō؛ ۲۳ فوریه ۱۹۰۹ – ۲۳ اکتبر ۱۹۹۶) ایران‌شناس و اوستاشناس ژاپنی و استاد برجسته دانشگاه کیوتو بود. او استاد و پژوهشگر زبان‌های سانسکریت، اوستایی، پهلوی و نیز دین زرتشت در دانشگاه‌های کیوتو و اوساکا بود که آثار ارزشمندی درباره‌ی مزدیسنا در ژاپن برجای گذاشت.

## زندگی
گیکیو ایتو در شهر میسومی، شهرستان اوتسو، استان یاماگوچی متولد شد. در سال ۱۹۱۸ خانواده‌اش به استان فوکوئی نقل مکان کرد. او دوره نخست دبیرستان را در دبیرستان فوکوی و دوره دوم آن را در رشته ادبیات دبیرستان هیمه‌جی گذراند. در سال ۱۹۳۰ در دانشکده ادبیات دانشگاه امپراتوری کیوتو در رشته زبان سانسکریت مشغول تحصیل شد و در سال ۱۹۳۵ فارغ‌التحصیل گردید. گیکیو ایتو در دوره دانشجویی به جز زبان سانسکریت که رشته تحصیلی او بود به شکل خودآموز زبانه‌های اوستایی، پهلوی و آرامی را فراگرفت. او پس از اخذ مدرک کارشناسی ارشد با پایان‌نامه «تکمیل گاتاهای اوستا با توجه به ریگ‌ودا» از همان دانشگاه، در سال ۱۹۴۰ دستیار آموزشی و عضو پژوهشی دانشکده ادبیات دانشگاه کیوتو گردید و از سال ۱۹۴۱ به عنوان استادیار در همان دانشگاه به پژوهش و تدریس زبان پهلوی و آیین زرتشت مشغول گشت. در سال ۱۹۴۷، او به مقام دانشیار در دانشکده ادبیات دانشگاه کیوتو نائل گردید. در سال ۱۹۵۳ دکتری عالی ادبیات را از دانشگاه کیوتو برای رساله «رمزگشایی از مجموعه نامه‌های منوچهر» دریافت کرد. در سال ۱۹۶۸ به درجه علمی استادی رسید و کرسی زبان و ادب سانسکریت را تصدی کرد؛ تا آنکه در بهار سال ۱۹۷۲ از آن دانشگاه بازنشسته شد. در میان سال‌های ۱۹۶۷ تا ۱۹۷۸ گیکیو ایتو در دانشگاه مطالعات خارجی اوساکا زبان‌های اوستایی، فارسی باستان و پهلوی را تدریس می‌کرد، و پژوهشگران بسیاری را برای جامعه علمی ژاپن بار آورد. او در سال ۱۹۷۴ به بالاترین درجه دانشگاهی یعنی استاد ممتاز دست یافت. در همان سال به عضویت افتخاری انجمن خاورشناسی ژاپن درآمد. در سال ۱۹۷۷ استاد دانشکده مطالعات خارجی دانشگاه کیوتو سانگیو شد و در سال ۱۹۸۰ از همان دانشگاه به مقام استاد برجسته دست یافت.
او دانشمندی پوینده، پرکوشش، وارسته، دانش‌دوست و مورد احترام جامعه دانشگاهی ژاپن بود و تا پایان زندگانیش از تدریس در دانشگاه و پژوهش در زمینه آیین زرتشت و پهلوی‌شناسی دست نکشید. در میان پژوهشگران ژاپنی، بیش از همه گیکیو ایتو و ایموتو ئه‌ایچی کوشیده‌اند تا نشانه‌هایی از آمدن ایرانیان (بازماندگان شاهنشاهی ساسانی پس از حمله اعراب) به ژاپن و تأثیر فرهنگ ایران بر دوره آسوکا در روزگار امپراتریس سویکو (۵۹۳-۶۲۸ م) در سده هفتم میلادی پیدا کنند. در گنجینه معبد بودایی هوریوجی نوشته‌هایی به زبان‌های پهلوی و سغدی روی الواح چوبی کشف گردید که گواه دیگر بر آمدن ایرانیان به ژاپن در آن زمان می‌باشد. دستاوردهای علمی گیکیو ایتو گوناگون و فراوان بود، پژوهش در زبان‌شناسی سانسکریت و اوستایی، خواندن و معنی نوشته‌ یافت شده به زبان پهلوی، شرح تازه‌ای از آئین زرتشت، ترجمه سنگ‌نوشته‌های فارسی باستان و پهلوی، تنها بخشی از دستاوردهای ایشان می‌باشد.
او در آیین بودا که از قلمرو فرهنگ ایرانی در آسیای میانه به آسیای شرقی آمد و در شمال ژاپن تبلیغ شد، عناصر ایرانی بسیاری پیدا کرد. (آن شی گائو شاهزاده اشکانی و آن سوآن بازرگان پارتی نخستین بار نوشته‌های بودایی را در سال ۱۴۸ میلادی به زبان چینی ترجمه کردند و موجب آشنایی چین به آیین بودا شدند. در سال ۵۵۲ میلادی آیین بودا وارد ژاپن شد.) او دریافت که سهم فرهنگ ایران در مناسبات شرق و غرب بسیار مهم بوده است، و فرهنگ‌ و مردم ایران در فرهنگ آسیای خاوری اثرگذار بوده‌اند. او همچنین هفدهمین کاهن ارشد معبد میون‌جی از فرقه جودو شینشو هونگانجی در شهر میسومی (ناگاتو کنونی)، استان یاماگوچی بود.

## کتاب‌ها
حاصلِ پژوهش‌های گیکیو ایتو چندین کتاب‌ و بیش از صدوپنجاه مقاله است. از میان کتاب‌ها و ترجمه‌ها و مقاله‌های فراوانش می‌توان به موارد زیر اشاره کرد:
- «کتیبه‌ها و ادبیات ایران باستان» انتشارات ایوانامی شوتن ۱۹۷۴، ترجمه اصلی
- «نگرشی در انتقال فرهنگ ایرانی» انتشارات ایوانامی شوتن ۱۹۸۰/انتشارات چیکوما گاکوگی بونکو ۲۰۰۱. تفسیر آکینوری اوکادا
- «زرتشت‌شناسی» انتشارات ایوانامی شوتن ۱۹۷۹
- «رساله‌های زرتشتی» انتشارات هیراکاوا ۲۰۰۱. چاپ پس از مرگ

ترجمه‌ها
- «وداها، اوستا» جلد ۳ از مجموعه ۵۰ جلدی «آثار کامل ادبیات کلاسیک جهان» انتشارات چیکوما شوبو ۱۹۶۷، تجدید چاپ ۱۹۸۲، ۲۰۰۵، ترجمه بخش اوستا
- «ترجمه اصلی اوستا»، نسخه اصلاح شده، انتشارات چیکوما گاکوگی بونکو ۲۰۱۲. تفسیر کوساکو مائدا
- «ادبیات پهلوی کتابی زرتشتی:دینکرد سوم» مجله پژوهشگاه فرهنگ شرق ۲۰۰۴، ترجمه با آوانگاری. تکمیل و چاپ پس از مرگ توسط شاگردش آئوکی تاکه‌شی

## مقاله‌ها
- «درباره نام زرتشت»، مجله اورینتو، دوره ۲۹، شماره یکم (سال ۱۹۸۶، صفحه ۱۷ تا ۳۱)

- فهرست مقاله‌ها در پایگاه اطلاعات علمی و دانشگاهی سای‌نی Cinii

- A Bundahisnic Expression and what It Implies("Oreint",vol I,1960,pp.35-43)
- On the Iranism Underlying the Aramiac Inscription of Asoka.("Yadname-ye Jan Rypka",Prague,1967,pp.21-27.)
- Gathica I~ V(Oreint,vol. III,1967,pp.1~20)
- Gathica VI:Henceforth Ardastana(pp.15~24)
- Gathica VIII:Xerxes`Gatehouse" of All-Countries"at Persepolis("Orient",vol.VII,1971, pp.1-7)
- Gathica X:Old Persian
- Gathica XI:The sixth Gahanbar,sp∂nta,and anus.haxs Armaitis("Acta Asiatica",No.26,1974,pp.53~63)
- Gathica XII:On the Meaning of Avesta("Orient",vol.X,1974,pp.1~9)
- Gathica XIII:Av.a ar∂ta-ar∂nah("Oreint",vol.XI,1975,pp.35~44)
- Gathica XIV-XV:Syenian frataraka and Persid frataka,New Iranian Elements in Ancient Aramaic("Orient",vol.XII,1976,pp.47~66)
- On Yasna 51:16-referring to Av.maga(van)and Ved.maga(van)(Gathica XVII)("Orient",vol.XXIII,1987,pp.1~21)
- An Interpretation of Yasna 32:14-With special reference to its 1.c.(Gathica XVIII)("Orient",vol.XXV,1989,pp.43~50)
- Nasatya-Asvin-and the ya∂a Ahu vairyo Prayer(Gathica XIX)("Orient",vol.XXX-XXXI/1995,pp.98~107)
- A New Interpretation of Asokan Inscriptions,Taxila and kandahar 1("Studia Iranica",tome 6-1977,fascicule 2,pp.151~161)
- Asokan Inscriptions,Langhhman I and II("Studia Iranica",tome 8-1979,fascicule 2,pp.175~183)
- Pahlavi hapax legomena-wlyt, wlytk and wlytk(Pahlavica XIV)("Orient",vol.XXVII,1991,pp.36~43)
- Pahlavica I:Zoroastrians Arrival in Japan("Orient",vol.XV,1979,pp.55~63)
- Pahlavica II:Jam`s 10 Precepts and Yasna 32:8("Orient",vol.XVI,1980,pp.173~181)
- Pahlavica III:Some Remarks on Karder`s Inscription of the Ka'be-ye Zardost(pp.49~57)
- Pahlavica IV:Aramaic Preposition B in Parthian(pp.59~66)("Orient",vol.XVII,1981,pp.49~66)
- Pahlavica V:Old Persian tacara-and mt,and the Nihon Shoki(pp.1~20)
- Pahlavica VI:Western Middle Iranian Lexemes from Later 6th-century Japan(pp.21~41)
- Pahlavica VII:Onomastica Iranica from Mid-8th-century Japan(pp.45~68)with plates(pp.69~71)(Misumi,Yamaguchi,1982)
- Pahlavica VIII:Nestorianism and the "kiag-kau"(Misumi,Yamaguchi,1983,40 pp.)
- Pahlavica IX:On the name Zoroaster-An Eastern Access to Zara∂ustra(Misumi,Yamaguchi,1984,51pp)
- Pahlavica X:A Zoroastrian Proper Name from the Manyoshu("Orient",vol.XXII,1986,pp.1~15)
- Iranological Contributions of Asokan Aramaic Inscriptions("Acta Iranica"22:Monumentum Georg Morgenstierne 1,1981,pp.308~315)
- On old Persian RTC BRZMNIY("Studia Iranica",tome 10-1981-fascicule 2,pp.323~324)
- Armenian hratark and tacar(Acta kurdica-The International Journal of kurdish and Iranian Studies,Volume 1,1994,pp.113~120)